# Feltételezett kilencedik bolygó a Naprendszerben
A kilencedik bolygó egy feltételezett óriásbolygó a Naprendszer külső vidékén. Tömege a Föld tömegének legfeljebb 10-szerese, sugara 13 000–26 000 km közötti (kb. 2-4 földsugár). A bolygó létezése megmagyarázhatja a Neptunuszon túli objektumok szokatlan pályáját a külső Kuiper-övben.
2016. január 20-án Konstantin Batygin és Michael E. Brown, a Caltech kutatói bejelentették egy feltételezett kilencedik bolygó létezését a Naprendszerben. Az elmélet tudományos modellen alapul, amelyben hat Neptunuszon túli objektum pályájának elemzése szerepel.

## Jellemzői

### Pályája
A kilencedik bolygó pályája erősen elnyújtott, elliptikus, keringési periódusa 10–20 000 év. Távolsága a Naptól a legközelebbi pozíciójában 200-700 csillagászati egység (CsE) között lehet. Tengelyferdesége 30 (± 20) fok. Legnagyobb naptávolsága akár 1200 CsE is lehet. 2019-es számítások szerint körülbelül 400 CsE távolságra van a Naptól, és pályája 15–25 fokos szöget zár be az ekliptikával.

### Mérete

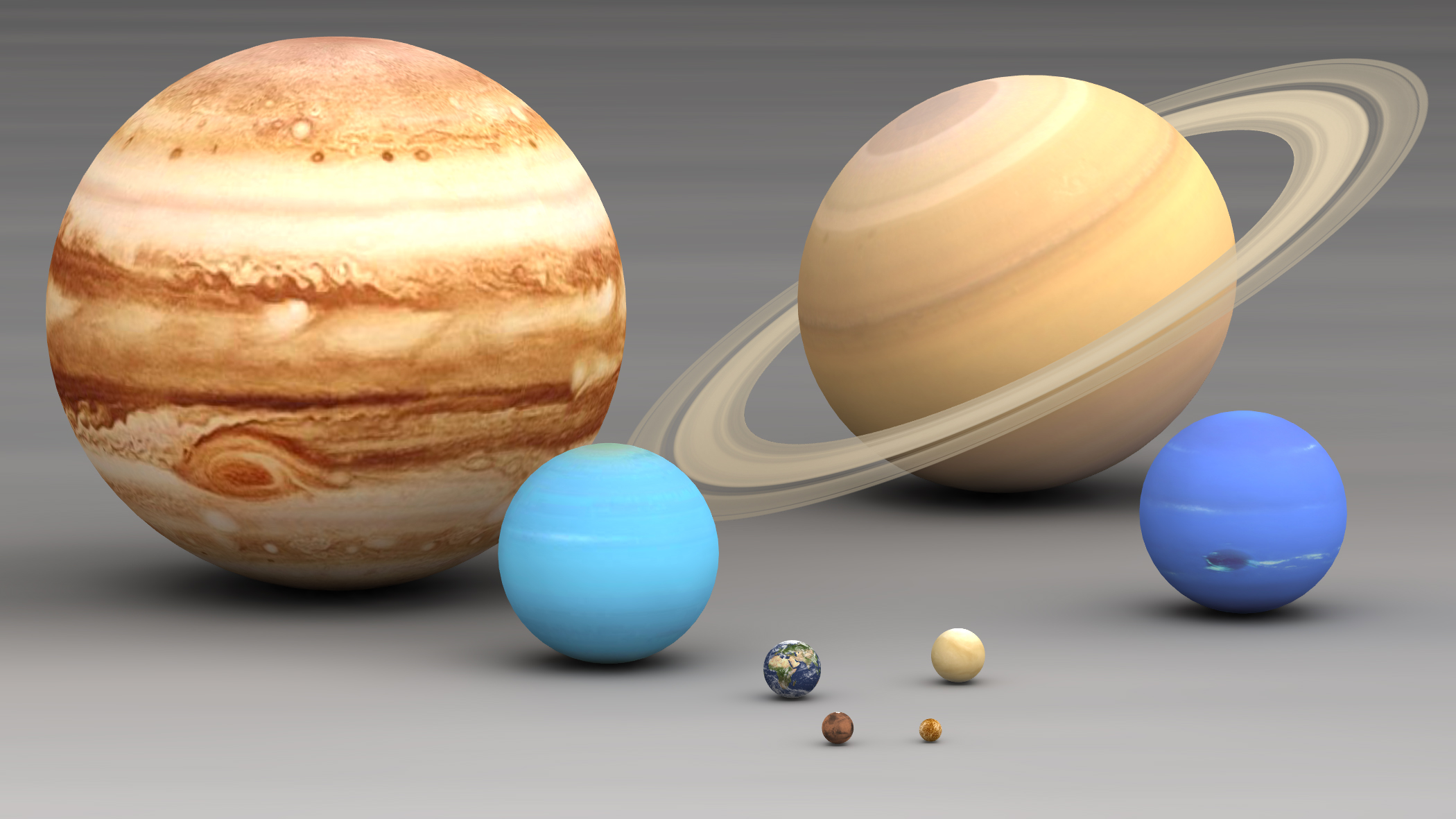
A kilencedik bolygó mérete és felépítése nagyjából a gázóriásokénak felel meg. A képen az Uránusz és a Neptunusz látható mint kék óriásbolygó

A kilencedik bolygó tömege legfeljebb 10-szerese a Földének. Fizikai mérete 2-4-szerese a Földének.

### Felépítése
A bolygó a feltételezések szerint jégbolygó, melynek felépítése hasonló az Uránuszéhoz és a Neptunuszéhoz, vagyis kevés szikla és jég alkotja némi gázburokkal.

### Nevei
A „kilencedik bolygó” név már egy évszázada a Naprendszer esetleges további bolygóját jelölte. 1930. február 18-án Clyde Tombaugh azonosította először a Plutót a Lowell Obszervatóriumban, és gyorsan kikiáltották a Naprendszer kilencedik bolygójának, mely címet sokáig őrizte. A Pluto 2006-os visszasorolása törpebolygóvá megszüntette ezt a státuszát. Angol nyelvterületen a feltételezett ismeretlen bolygót gyakran nevezték Planet X-nek (az x-nek a matematikában megszokott „ismeretlen” jelentése miatt). 

## Indirekt bizonyítás

### Az új bolygó pályája

Hat Neptunuszon túli objektum pályájának összefüggései vezettek a kilencedik bolygó feltételezéséhez

A kilencedik bolygó feltételezése megmagyarázza hat Neptunuszon túli objektum pályájának sajátosságát. Ezek a Sedna, a 2012 VP113, a 2007 TG422, a 2004 VN112, a 2013 RF98 és a 2010 GB174),
| Égi objektum | Keringési periódus (év) | Keringési pálya fő nagytengelye (CsE) | Legkisebb naptávolság (CsE) | Argument of periapsis (ω) |
| ------------ | ----------------------- | ------------------------------------- | --------------------------- | ------------------------- |
| 2012 VP113   | 4300                    | 263                                   | 80                          | 294°                      |
| 2004 VN112   | 5850                    | 325                                   | 47                          | 327°                      |
| 2010 GB174   | 6855                    | 361                                   | 48                          | 347°                      |
| 2013 RF98    | 5860                    | 325                                   | 36                          | 316                       |
| 2007 TG422   | 11200                   | 501                                   | 36                          | 286°                      |
| 90377 Sedna  | 11400                   | 524                                   | 76                          | 311°                      |

### Bizonyíték
Az első bizonyítékot a kilencedik bolygó létezéséről 2014-ben tette közzé Scott Sheppard csillagász (Carnegie Institution of Science) és Chad Trujillo (Hawaii Gemini Observatory), akik jelezték, hogy bizonyos objektumok szokatlan égi pályája egy nagy tömegű objektum hatása miatt alakulhatott ki.
Michael E. Brown és Konstantin Batygin számítógépes szimulációi a Caltech-en, amelyet már 2014-ben kifejlesztettek, további bizonyítékkal szolgáltak a kilencedik bolygó létezéséről. Az elméleti modelljük a Kuiper-öv három nehezen megfogható tulajdonságát kapcsolja össze, ezek: távoli keringési pályák összehangolódása, önálló égi objektumok keletkezése (ilyen például a Sedna), és egyes keringési pályák merőlegessége.
Brown úgy írta le a feltételezett bolygót, mint ami megzavarja a Kuiper-övbeli távoli objektumok pályáját, és ami valószínűleg fagyott óriásbolygó. Brown a feltételezett bolygó létezésének valószínűségét 90%-nak veszi. Greg Laughlin, aki a kutatók tanulmányát még annak megjelenése előtt olvasta, 68,3%-ra teszi a bolygó létezésének valószínűségét.
Brown megjegyzi, hogy ha az új objektum valóban létezik és mutatja azokat a hatásokat, amelyeket feltételeznek róla, akkor ha a keringési távolsága nagyobb, akkor egyúttal a tömegének is nagyobbnak kell lennie.

### Az eredeti szimuláció
A Kuiper-övi objektumok pályája bizonyos szabályosságot mutat. Pályájuk hosszú időn keresztül (évmilliárdok alatt) csak úgy maradhat stabil, ha azt egy külső, dinamikus erő befolyásolja. Enélkül az erő nélkül ezeknek a kisbolygóknak a pályái kaotikussá váltak volna.
A szimulációban a kutatók a fél nagytengely „a” értékét 400–1500 CsE közöttire állították be, az excentricitás „e” értékét 0,5–0,8 közöttire. Az adatokhoz való  legjobb illeszkedést az adta, amikor az „a” = 700 CsE, az „e” = 0,6, a bolygó tömege „M” = 10 m⊕ volt (tízszeres Földtömeg), a keringési inklináció „i” = 30°-ra adódott.
A szimulációk azt mutatták, hogy a bolygókezdemény részecskék sokaságának pályája hajlamos egy vonalban elhelyezkedni, ha a térnek abban a részében egy nagyobb tömegű bolygó helyezkedik el, aminek pályája erősen excentrikus és a bolygó tömege jelentősen meghaladja a Föld tömegét. Ezen kívül a kisbolygók pályáinak fél nagytengelye egymással 90°-os szöget zár be a kilencedik bolygóhoz viszonyítva. Mindez szükséges ahhoz, hogy rezonancia alakuljon ki a pályák alakjában. Ez a mechanizmus megakadályozza, hogy ezek a Neptunuszon túli objektumok ütközési pályára kerüljenek a kilencedik bolygóval.
A szimulációk megmutatták, hogy a 150 CsE-nél kisebb fél nagytengellyel rendelkező pályákra alig van hatással a kilencedik bolygó gravitációja, mivel kevés esélyük van rá, hogy annak közelébe kerüljenek.

### Szimuláció 2.
A Berni Egyetem asztrofizikusai saját szimulációjukkal megállapították, hogy az eredetileg (4,6 milliárd éve) 10 földtömegű bolygó ma 3,7 földsugarú lehet. Külső hőmérséklete -226 °C (47 K). Ez azt jelenti, hogy a bolygónak saját belső hőtermelése van, ennek hiányában ugyanis a hőmérséklete mindössze 10 K lenne. A felszín által visszavert napsugárzás a kifelé irányuló sugárzás teljesen elenyésző része. Ebből az következik, hogy a bolygó inkább infravörös fényt bocsát ki, mint látható fényt. A kutatók szerint az olyan távcsövek, mint az építés alatt lévő Large Synoptic Survey Telescope (Cerro Tololo, Chile), célzott keresés során képesek detektálni a feltételezett kilencedik bolygót, vagy kizárni a létezésének lehetőségét.

## Közvetlen megfigyelés
Mivel a feltételezett bolygó távolsága igen nagy, ezért várható láthatósága legfeljebb 22 magnitúdó. Ez azt jelenti, hogy a Pluto látható fényességének 1/600-ad részével rendelkezik. Egy előzetes kutatás a Catalina Sky Survey, a Pan-STARRS és a WISE archivált adataiban nem hozott eredményt, a bolygót nem sikerült azonosítani a felvételeken. A fennmaradó, még kutatásra váró terület a Tejútrendszer síkjához közel eső aphelion szakasz.
Ha a bolygó létezik és pályájának perihelion szakaszán lefényképezték már, akkor elképzelhető, hogy valamelyik korábbi felvételen megtalálják. Ha az aphélium közelében halad, akkor szükség van a legnagyobb távcsövekre, napközelben azonban kisebb csillagászati obszervatórium, vagy nagyobb amatőr távcső is észreveheti. Statisztikusan a bolygó több időt tölt naptávolban, ami legalább 500 csillagászati egységet jelent. Ez azért van, mert az égi objektumok pályájuknak ezen a szakaszán lassabban mozognak, mint központi csillaguk közelében. Az összefüggést Kepler második törvénye írja le.
Batygin és Brown becslést ad a még felfedezetlen távoli objektumok távolságára, amik fél nagytengelye szerintük legalább 250 CsE, és kisebb excentricitással rendelkeznek, mint a már felfedezett távoli objektumok. A nagyobb távolság kisebb visszavert fényt és nehezebb észlelhetőséget jelent.